# Haley Joel Osment
Pour les articles homonymes, voir Osment.
 (octobre 2019).
Si vous disposez d'ouvrages ou d'articles de référence ou si vous connaissez des sites web de qualité traitant du thème abordé ici, merci de compléter l'article en donnant les références utiles à sa vérifiabilité et en les liant à la section « Notes et références ».
Haley Joel Osment est un acteur américain, né le 10 avril 1988 à Los Angeles. Célèbre pour ses rôles dans les films Forrest Gump (1994), Sixième Sens (1999) et A.I. Intelligence artificielle (2001), le deuxième lui vaut une nomination à l'Oscar du meilleur acteur dans un second rôle à l'âge de onze ans. Il est le frère aîné de l'actrice Emily Osment.

## Biographie
Fils de Michael Eugene Osment, comédien méconnu, et de Theresa Seifert, institutrice, Haley Joel Osment est originaire de Los Angeles. Il a deux sœurs, dont Emily Osment également actrice, connue notamment pour la série Hannah Montana. Il a été étudiant à la Flintridge Preparatory School (en), à La Cañada, en Californie. Il suit des cours à la Tisch School of the Arts de l'université de New York.

### Carrière
Il commence sa carrière à l'âge de 4 ans dans une publicité pour Pizza Hut, qui lui permet d'enchaîner des rôles dans de nombreuses séries télévisées comme Une rue du tonnerre (en), Murphy Brown ou encore Ally McBeal. En 1994, il interprète le rôle du fils de Tom Hanks dans Forrest Gump, pour lequel il obtient le Youth in Film Award. Il croise ensuite Gérard Depardieu et Whoopi Goldberg dans Bogus, en 1996.
En 1997, il interprète un enfant atteint du SIDA dans deux épisodes de la série Walker, Texas Ranger. Toujours à la télévision, il joue, en 1998, dans les deux derniers épisodes de la saison 2 du Caméléon, où il rencontre Jake Lloyd.
Il acquiert une notoriété plus large en 1999 grâce au film Sixième Sens, de M. Night Shyamalan, aux côtés de Bruce Willis. Il y incarne Cole Sear, enfant perturbé qui voit aller et venir des personnes décédées, parfois agressives, qui l'apostrophent. Ce rôle lui vaut un Saturn Award et une nomination aux Oscars dans la catégorie « meilleur second rôle ». Le film est un succès retentissant.
La carrière d'Haley Joel Osment prend alors son envol et, en 2000, il incarne Trevor dans Un monde meilleur, aux côtés de Kevin Spacey et d'Helen Hunt. En 2001, il réalise une performance bouleversante dans la peau d'un enfant-robot, David, dans A.I. Intelligence artificielle de Steven Spielberg, rôle pour lequel il reçoit un second prix Saturn. La même année, il tourne dans Hiver 42 - Au nom des enfants, film américano-polonais de Yurek Bogayevicz (en), où il tient le rôle d'un enfant juif pendant la Seconde Guerre mondiale ; le film restera inédit dans les salles américaines.
Sa carrière ralentit entre 2003 et 2006, années durant lesquelles il se contente de doubler des films (Le Livre de la jungle 2) et jeux vidéo (Kingdom Hearts). En 2008, il fait son retour au cinéma dans Home of the Giants.
À la fin des années 2010, il joue dans les deux saisons de la série Future Man, puis fait une apparition dans la série The Boys.

### Faits divers
Le 8 avril 2025, il est arrêté pour ivresse publique et possession de drogues dans une station de ski californienne.

## Filmographie

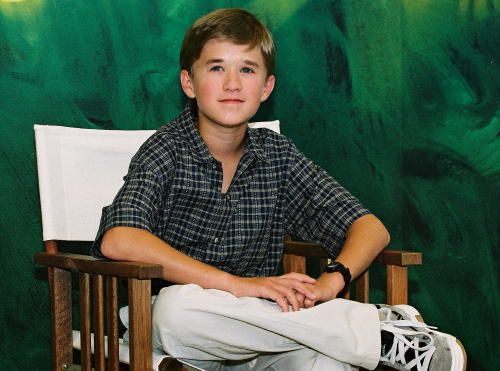
Haley Joel Osment en 2001.

### Cinéma
- 1994 : Mixed Nuts de Nora Ephron : petit garçon
- 1994 : Forrest Gump de Robert Zemeckis : le fils de Forrest Gump
- 1996 : Bogus de Norman Jewison : Albert Franklin
- 1996 : For Better or Worse de Jason Alexander : Danny
- 1999 : Souvenirs d'avril (en) (I'll Remember April) de Bob Clark : Peewee Clayton
- 1999 : Sixième Sens (Sixth Sense) de M. Night Shyamalan : Cole Sear
- 2000 : Un monde meilleur (connu sous le titre Payez au suivant au Québec) (Pay It Forward) de Mimi Leder : Trevor McKinney
- 2001 : A.I. Intelligence artificielle (A.I. Artificial Intelligence) de Steven Spielberg : David Swinton
- 2001 : Hiver 42 - Au nom des enfants (Edges of the Lord) de Yurek Bogayevicz (en) : Romek
- 2002 : Les Country Bears de Peter Hastings : voix de Beary Barrington
- 2003 : Le Secret des frères McCann (Secondhand Lions) de Tim McCanlies (en) : Walter
- 2008 : Home of the Giants de Rusty Gorman : Robert « Gar » Gartland
- 2013 : Le Chemin du passé de Richie Mehta : Erol
- 2014 : Sex Ed (en) d'Isaac Feder : Ed Cole
- 2014 : Tusk de Kevin Smith : Teddy
- 2015 : Entourage de Doug Ellin : Travis McCredle
- 2016 : Yoga Hosers de Kevin Smith : Adrien Arcand
- 2016 : Une nouvelle chance (en) (Almost Friends) de Jake Goldberger : Ben
- 2019 : Extremely Wicked, Shockingly Evil and Vile de Joe Berlinger : Jerry
- 2019 : Contaminations (The Devil Has a Name) d'Edward James Olmos : Alex Gardner
- 2024 : Blink Twice de Zoë Kravitz
- 2025 : Happy Gillmore

### Voix
- 1998 : La Belle et la Bête 2 : Le Noël enchanté de Andy Knight (en) : Chip
- 2002 : Le Livre de la jungle 2 (The Jungle Book 2) de Steve Trenbirth : Mowgli
- 2022 : Le Destin des Tortues Ninja, le film (Rise of the Teenage Mutant Ninja Turtles: The Movie) d'Ant Ward et Andy Suriano : Casey Jones
- 2024 : Batman, le justicier masqué : Anton Night (saison 1, épisode 8)

### Téléfilms
- 1994 : Adolescente en danger de Michael Toshiyuki Uno : Kyle
- 1997 : Last Stand at Saber River de Dick Lowry : Davis Cable
- 1998 : Nico la licorne de Graeme Campbell : un garçon de 6 ans
- 1998 : Un chenapan au Far-West de Bob Clark : Andy Dorset
- 1998 : Un taxi pour le Canada de Christopher Leitch : Bobby
- 1998 : Rivage mortel (The Lake) de David Jackson : Dylan Hydecker
- 1999 : Curbside de Robert Taylor : Tom Terrific
- 2016 : Nightmare Time de Kieran Valla : Jonas
- 2017 : Oasis de Kevin Macdonald : Sy

### Séries télévisées
- 1997 : Walker, Texas Ranger, saison 6, épisodes 3 et 4 : Lucas Simms
- 1997 : La Vie à tout prix (Chicago Hope), saison 4, épisode 13 : Nathan Cacaci.
- 1997 : Le Caméléon, saison 2, épisodes 21 et 22 : Davey Simpkins
- 1998 : Ally McBeal, saison 2, épisode 13 : Eric Stall
- 2014 : The Spoils of Babylon : Winston Morehouse
- 2015 : The Spoils Before Dying
- 2016 : Teachers
- 2017 : Silicon Valley : Keenan Feldspar
- 2017 - 2019 : Future Man : Dr Stu Camillo (18 épisodes).
- 2018 : La Méthode Kominsky (The Kominsky Method) de Chuck Lorre : Robby, le petit-fils de Norman (saison 2, épisode 8).
- 2018 : X-Files : John and Davey James (saison 11 épisode 6).
- 2019 : The Boys : Mesmer (2 épisodes).
- 2020 : What We Do in the Shadows : Topher (saison 2, épisode 1 ; saison 5, épisode 10).
- 2021 : Goliath : Dylan Zax (saison 4).
- 2022 : Le Mystérieux Cercle Benedict : Un Deux (saison 1 épisode 8).
- 2025 : Mercredi : le Scalpeur de Kansas City (saison 2 épisode 1).

## Jeux vidéo
- 2002 : Kingdom Hearts : Sora (voix)
- 2006 : Kingdom Hearts II : Sora (voix)
- 2009 : Kingdom Hearts: 358/2 Days : Sora (voix)
- 2010 : Kingdom Hearts: Birth by Sleep : Vanitas (voix)
- 2011 : Kingdom Hearts: Coded : Sora (voix)
- 2012 : Kingdom Hearts 3D: Dream Drop Distance : Sora/Vanitas (voix)
- 2018 : NBA 2K19 : Zach Coleman
- 2019 : Kingdom Hearts III : Sora/Vanitas (voix)

## Distinctions

### Récompenses
- 1995 : Young Artist Awards de la meilleure performance pour un acteur de moins de 10 ans pour Forrest Gump
- 1997 : YoungStar Awards de la meilleure performance pour un jeune acteur dans un téléfilm pour Last Stand at Saber River
- 1999 : Kansas City Film Critics Circle Awards du meilleur acteur pour Sixième Sens
- 1999 : YoungStar Awards de la meilleure performance pour un jeune acteur dans une série télévisée dramatique pour Un taxi pour le Canada
- 2000 : Blockbuster Entertainment Awards de l'acteur préféré pour Sixième Sens
- Critics' Choice Movie Awards 2000 : Meilleure performance d'enfant pour Sixième Sens

- 2000 : Dallas-Fort Worth Film Critics Association Awards du meilleur acteur pour Sixième Sens
- Saturn Awards 2000 : Meilleur(e) jeune acteur ou actrice pour Sixième Sens
- 2000 : Fangoria Chainsaw Awards du meilleur acteur dans un second rôle pour Sixième Sens
- 2000 : Florida Film Critics Circle Awards du meilleur acteur pour Sixième Sens
- Las Vegas Film Critics Society Awards 2000 :
  - Meilleur acteur dans un second rôle pour Sixième Sens
  - Acteur le plus prometteur pour Sixième Sens
  - Meilleure jeune acteur pour Sixième Sens
- 2000 : MTV Movie Awards du meilleur acteur pour Sixième Sens
- 2000 : Online Film & Television Association Awards du meilleur jeune acteur pour Sixième Sens
- 2000: Online Film Critics Society Awards du meilleur acteur dans un second rôle pour Sixième Sens
- Satellite Awards 2000 : Révélation de l'année pour Sixième Sens et pour Un monde meilleur
- 2000 : Southeastern Film Critics Association Awards du meilleur acteur pour Sixième Sens
- 2000 : Teen Choice Awards de la meilleure révélation masculine pour Sixième Sens
- 2000 : Young Artist Awards du meilleur acteur pour Sixième Sens
- 2000 : YoungStar Awards du meilleur jeune acteur pour Sixième Sens
- ShoWest Convention 2001 : Prix du jeune talent de l'année.
- 2001 : Blockbuster Entertainment Awards de l'acteur préféré dans un second rôle pour Un monde meilleur
- 2002 : Online Film & Television Association Awards du meilleur jeune acteur dans un drame de science-fiction pour A.I. Intelligence artificielle
- Saturn Awards 2002 : Meilleur(e) jeune acteur ou actrice pour A.I. Intelligence artificielle
- 2013 : BTVA Video Game Voice Acting Awards de la meilleure performance vocale pour l'ensemble de la distribution pour Kingdom Hearts 3D : Dream Drop Distance (2012) partagé avec David Gallagher, Ben Diskin, Bret Iwan, Tony Anselmo, Bill Farmer, Corey Burton, Jim Cummings, Russi Taylor, Quinton Flynn, Jesse McCartney, Jesse David Corti, Richard Epcar, Paul St. Peter et Leonard Nimoy.

### Nominations
- 1994 : Awards Circuit Community Awards de la meilleure distribution pour Forrest Gump partagé avec Tom Hanks, Gary Sinise, Sally Field, Robin Wright et Mykelti Williamson.
- 1996 : Young Artist Awards de la meilleure performance pour un jeune acteur de moins de 10 ans dans une série télévisée comique pour The Jeff Foxworthy Show
- Young Artist Awards 1997 : 
  - Meilleure performance pour un jeune acteur de moins de 10 ans dans une série télévisée comique pour The Jeff Foxworthy Show
  - Meilleure performance pour un jeune acteur de moins de 10 ans pour Bogus
- Young Artist Awards 1998 : 
  - Meilleure performance pour un jeune acteur invité dans une série télévisée dramatique pour Walker, Texas Ranger
  - Meilleure performance pour un jeune acteur de moins de 10 ans dans une série télévisée dramatique pour Murphy Brown
- 1999 : Awards Circuit Community Awards du meilleur acteur dans un second pour Sixième Sens
- Boston Society of Film Critics Awards 2000 : Meilleur acteur dans un second rôle pour Sixième Sens
- Chicago Film Critics Association Awards 2000 :
  - Acteur le plus prometteur pour Sixième Sens
  - Meilleur acteur dans un second rôle pour Sixième Sens
- Chlotrudis Awards 2000 : Meilleur acteur dans un second rôle pour Sixième Sens
- Golden Globes 2000 : Meilleur acteur dans un second rôle pour Sixième Sens
- 2000 : MTV Movie Awards du meilleur duo partagé avec Bruce Willis pour Sixième Sens
- National Society of Film Critics Awards 2000 : Meilleur acteur pour Sixième Sens
- 2000 : Online Film & Television Association Awards du meilleur acteur dans un second rôle pour Sixième Sens
- 2000 : Online Film Critics Society Awards du meilleur acteur débutant pour Sixième Sens
- Oscars 2000 : Meilleur acteur dans un second rôle pour Sixième Sens
- Screen Actors Guild Awards 2000 : Meilleur acteur dans un second rôle pour Sixième Sens
- 2001 : Online Film & Television Association Awards du meilleur jeune acteur pour Un monde meilleur
- 2001 : Young Artist Awards de la meilleure performance pour un jeune acteur principal pour Un monde meilleur
- Critics' Choice Movie Awards 2002 : Meilleure performance d'enfant pour A.I. Intelligence artificielle
- Empire Awards 2002 : Meilleur acteur pour A.I. Intelligence artificielle
- 2002 : Phoenix Film Critics Society Awards de la meilleure performance pour un jeune acteur pour A.I. Intelligence artificielle
- 2002 : Young Artist Awards de la meilleure performance pour un jeune acteur principal pour A.I. Intelligence artificielle
- 2003 : Young Artist Awards de la meilleure performance vocale dans une comédie d'animation pour Le Livre de la jungle 2
- 2003 : World Soundtrack Awards de la meilleure chanson originale dans une comédie d'animation pour Le Livre de la jungle 2 partagé avec Paul Grabowsky, Lorraine Feather, Mae Whitman (Interprète) et Connor Funk (Interprète).
- Young Artist Awards 2004 :
  - Meilleure performance vocale pour un jeune acteur pour Le Bossu de Notre-Dame 2
  - Meilleure performance pour un jeune acteur principal pour Le Secret des frères McCann
- Screen Actors Guild Awards 2022 : Meilleure distribution pour une série comique pour La Méthode Kominsky partagé avec Jenna Lyng Adams, Sarah Baker, Casey Thomas Brown, Michael Douglas, Lisa Edelstein, Ashleigh LaThrop, Emily Osment, Paul Reiser, Graham Rogers, Melissa Tang et Kathleen Turner.

## Voix francophones
En version française, Haley Joel Osment est dans un premier temps doublé par Hervé Grull dans Forrest Gump et Kelly Marot dans Bogus. De 1999 à 2003, Brice Ournac le double dans Sixième Sens, Un monde meilleur, A.I. Intelligence artificielle et Le Secret des frères McCann.
Par la suite, il est doublé à titre exceptionnel par Sébastien Hébrant dans Tusk, Franck Lorrain dans Entourage, Lucas Bléger dans Silicon Valley, Thierry Janssen dans Future Man, Jérôme Wiggins dans X-Files, Erwan Tostain dans Goliath et Xavier Couleau dans Quelqu'un que j'ai bien connu. Après l'avoir doublé une première fois dans The Spoils of Babylon, Jérémy Prévost le retrouve dans What We Do in the Shadows.
Depuis 2019, il a été doublé à trois reprises par Benoît Du Pac (The Boys, La Méthode Kominsky et Awkwafina Is Nora from Queens (en)) et à deux occasions par Rémi Caillebot (Extremely Wicked, Shockingly Evil and Vile et Blink Twice). En 2025, il est doublé par Antoine Schoumsky dans Happy Gilmore 2. La même année, Hervé Grull le retrouve vingt-et-un ans plus tard dans Mercredi.
En version québécoise, Xavier Dolan le double dans Payez au suivant et Les Vieux Lions, tandis que Frédéric Millaire-Zouvi est sa voix dans Le Sixième Sens.